# Gymnosomata
Gymnosomata (schelploze vleugelslakken) zijn een onderorde van slakken (Gastropoda) die behoren tot de stam van de weekdieren (Mollusca).

## Taxonomie
De onderorde is als volgt onderverdeeld:
- Superfamilie Clionoidea Rafinesque, 1815
  - Familie Clionidae Rafinesque, 1815
    - Onderfamilie Clioninae  Rafinesque, 1815
    - Onderfamilie Thliptodontinae Kwietniewski, 1902

  - Familie Cliopsidae O.G. Costa, 1873
  - Familie Notobranchaeidae Pelseneer, 1886
  - Familie Pneumodermatidae Latreille, 1825
- Superfamilie Hydromyloidea Pruvot-Fol, 1942
  - Familie Hydromylidae Pruvot-Fol, 1942
  - Familie Laginiopsidae Pruvot-Fol, 1922

## Taxonomie in superfamilies volgens WoRMS
- Clionoidea Rafinesque, 1815
- Hydromyloidea Pruvot-Fol, 1942 (1862)

## Oude benaming
Pteropoda (Pelseneer, 1888) is de verouderde benaming van een orde die in tweeën is gesplitst: Gymnosomata (Blainville, 1824) en Thecosomata (Blainville, 1824).